# Nanna With
Pour les articles homonymes, voir With.
Nanna Bergitte Caroline With, née le 30 mai 1874 à Andenes et morte le 22 février 1965 à Oslo, est une journaliste, écrivaine, musicienne et pédagogue norvégienne.
Elle a été la première femme rédactrice en chef d'un journal norvégien.

## Biographie
Nanna With est née à Andenes, en Norvège. Elle est la fille de l'armateur et homme politique Richard With et d'Oline Sophie Wennberg. À 15 ans, elle déménage avec sa famille à Bergen, où elle fréquente l'école de Fru Grieg. Elle étudie ensuite la musique et le chant à Paris et à Berlin et commence à travailler comme professeur de musique. En 1905, elle fonde l'Association des professeurs de musique d'Oslo avec Agathe Backer Grøndahl et Thorvald Lammers et en devient la première présidente. La même année, cependant, elle revient à Stokmarknes pour être la rédactrice en chef du Vesteraalens Avis, poste qu'elle occupe jusqu'en 1907. Elle fonde alors l'Association des femmes (Kvindesaksforening) en 1907. L'année suivante, elle part pour l'Allemagne et s'installe à Kristiania en 1909. Elle est aussi rédactrice en chef et fondatrice du Hver 8. Dag de 1907 à 1919.

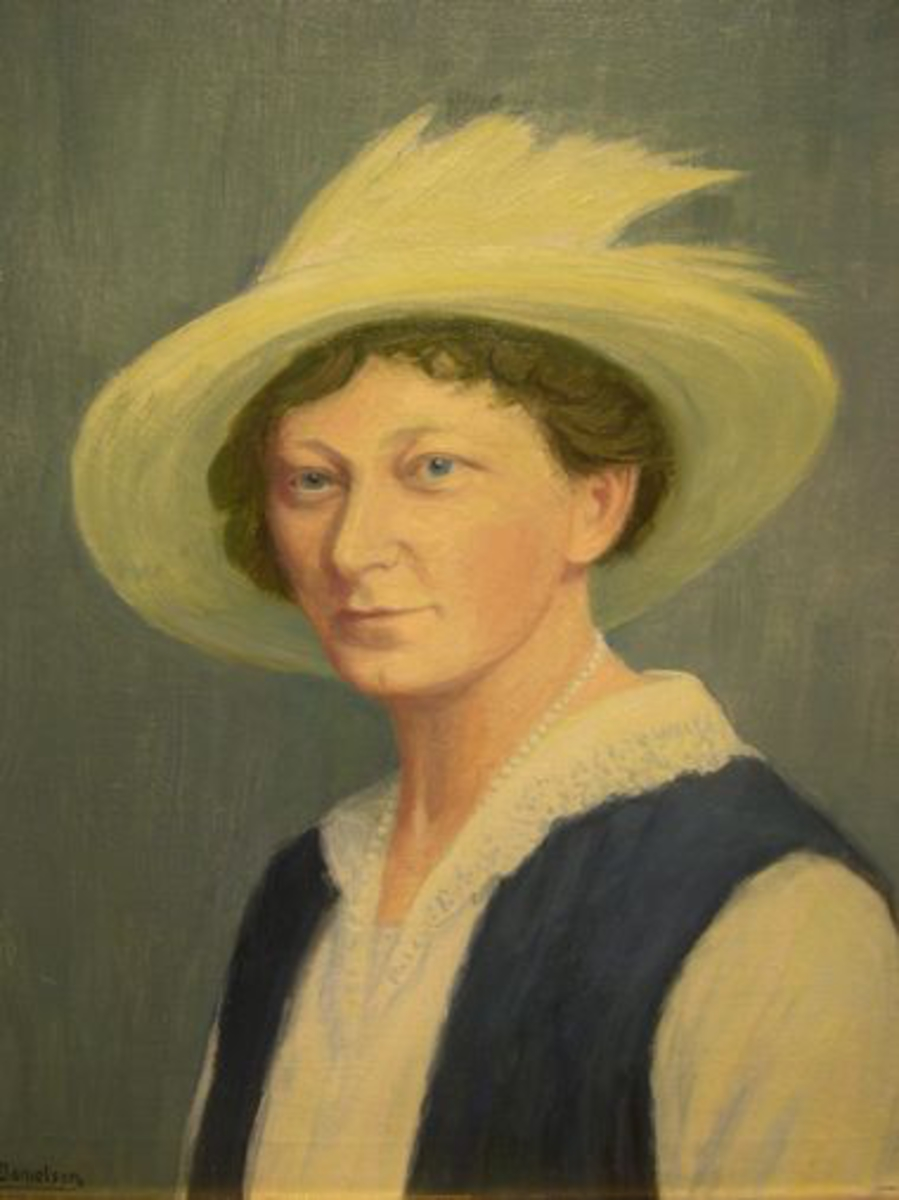
Portrait peint de Nanna With (auteur inconnu).

Son dictionnaire biographique Illustrert Biografisk Leksikon est publié entre 1916 et 1920,,.
De 1914 à 1919, elle édite également un journal sportif, le Sportsmanden dont elle est aussi rédactrice en chef.
Journaliste indépendante, entre autres pour Aftenposten, outre son travail d'enseignante, de journaliste et de rédactrice, With est aujourd'hui surtout connue pour son travail associatif. Elle fonde l'aile des femmes au sein de la Gauche libre-penseuse. En 1927, il est transformé en Parti des femmes d'Oslo, qui existe jusqu'en 1933. Vers 1960, With dirige le foyer pour étudiants du nord de la Norvège (NNSE) à Oslo, qui existe encore aujourd'hui pour les Norvégiens du nord qui poursuivent une formation ou étudient à Oslo.
Elle est également probablement à l'origine de l'introduction du Majblomma (en) en Norvège, qui fut distribué pour la première fois à grande échelle en 1913 par l' Association norvégienne pour la santé des femmes et l'Association nationale pour la santé publique au profit des patients tuberculeux. Elle reçoit la médaille Petter-Dass en 1947 pour son engagement en faveur de l'unification du Pays du Nord. Elle reçoit également la Médaille d'or royale du mérite le 1er juillet 1937. L'Université du Nord a donné à l'un de ses amphithéâtres de Bodø le nom de Nanna With. En 1960, elle publie ses mémoires intitulés Something Worth Living For.

## Publications
- 1916 : Illustrert Biografisk Leksikon over kjendte norske mænd og kvinder, With & Co.
- 1954 : Underveis: tidsbilder og minner. Oslo: Dreyer.
- 1960 : Noe å leve for: tidsbilder fra mange land. Oslo: Dreyer.